# Alessio Pirri
Alessio Pirri (Cremona, 27 gennaio 1976) è un ex calciatore italiano.
È il fratello minore di José, anch'egli ex calciatore professionista tra le altre di Cremonese, Centese ed Ospitaletto.

## Carriera
È un centrocampista che è cresciuto nella Cremonese, squadra in cui ha disputato pure la sua unica stagione in massima serie nella Serie A 1994-1995 (segnando 3 reti). Considerato in gioventù uno dei talenti più limpidi del calcio italiano, non si è mai affermato ad alti livelli. Nelle nazionali giovanili giocava nelle stessa squadra con Domenico Morfeo, Francesco Totti e Alessandro Del Piero.
Successivamente ha giocato in Serie B con Salernitana, Genoa, Reggina, Savoia e Reggiana. Negli ultimi anni di carriera milita in varie squadre di Serie C.